# エジプトへの逃避 (レンブラント)
『エジプトへの逃避』（エジプトへのとうひ, 蘭: De vlucht naar Egypte, 仏: La Fuite en Egypte, 英: The flight into Egypt）は、オランダ黄金時代の巨匠レンブラント・ファン・レインが1627年に制作した絵画である。油彩。主題は『新約聖書』「マタイによる福音書」で語られている聖家族のエジプトへの逃避から取られている。レンブラント初期の作品の1つで、生まれ故郷のライデンで活動していた頃に制作された。帰属については疑問視する見解も出されている。現在はフランスのアンドル＝エ＝ロワール県トゥールのトゥール美術館に所蔵されている。

## 主題
「マタイによる福音書」2章13節から23節によると、東方の三博士が幼児のイエス・キリストを礼拝して帰ったのち、聖ヨセフの夢に主の使いが現れて、ベツレヘムに生まれたユダヤ人の王となる子供を恐れるヘロデ大王の幼児虐殺から逃れるため、幼児のキリストを連れてエジプトに行き、知らせがあるまでそこに留まっているよう告げた。そこでヨセフは夜の間に幼児と聖母マリアを連れてエジプトに逃亡し、ヘロデ大王が死ぬまでその地に留まった。ヘロデ大王が死ぬと再びヨセフの夢の中に使いが現れてイスラエルに帰るよう告げたので、ヨセフは帰国し、ナザレの地に移り住んだ。

## 作品

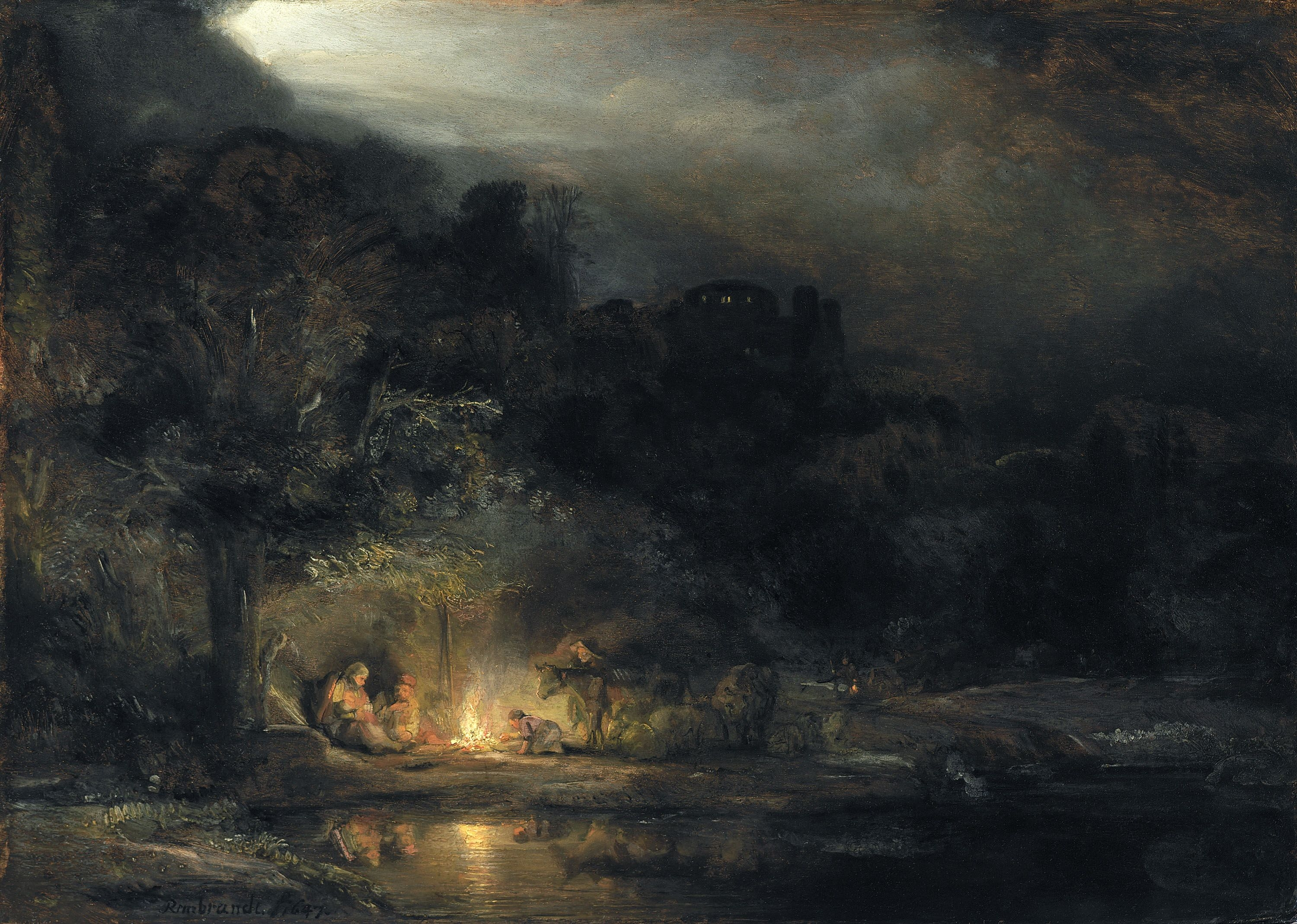
レンブラントの1647年の絵画『エジプト逃避途上の休息のある風景』。アイルランド国立美術館所蔵。

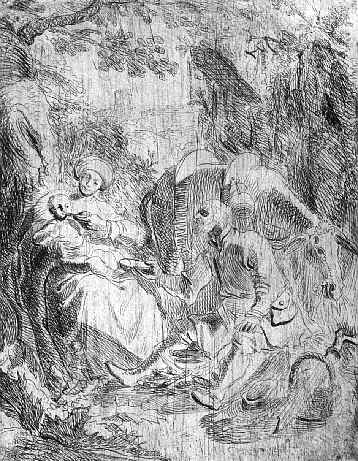
レンブラントの1626年のエッチング『エジプトへの逃避途上の休息』。ロバの図像は本作品と類似している。

レンブラントはヘロデ王から逃げるため、夜の間にエジプトへと旅をする聖家族を描いている。エジプトへの逃避はレンブラントが好んだ主題の1つで、1627年から1654年にかけて8点の版画を制作しており、1647年にはアイルランド国立美術館所蔵の『]エジプト逃避途上の休息のある風景』を描いている。
聖母マリアは幼児キリストを抱いてロバの背中に横乗りしている。聖母は幼児を夜の寒さから守るため、厚手のシーツで身体を覆い、心配そうに疲れた顔を鑑賞者の方に向けている。ロバは聖母と幼児イエス、そしてヨセフが急いでまとめた重い荷物を運ばなければらず、その低く垂れさがった頭と曲がった背中は長旅の疲労を表している。荷物からは聖家族の衣服と、ヨセフの大工道具が見えている。しかしロバの瞳は光が宿り、その耳は周囲の暗闇に対して警戒している。ヨセフは帽子を被り、肩から鞄を下げ、右手に杖を持ち、左手でロバの手綱を引いている。彼は素足で歩きながら、聖母を気遣って背後に目を向けている。ヨセフは老人として描かれるのが通例であるが、ここではロバを先導し、家族を守るために旅を続ける屈強な男として描かれている。
若いレンブラントは密度の濃い明暗の表現を使用して、作品に劇的な強烈さを与えている。旅をする聖家族は画面左からの神秘的な強い光に照らされ、地面に彼らの影が伸び、画面左最前景の植物は影で覆われている。この光の正体は不明である。神の導きか、ヘロデ王の兵士か、あるいは旅人を襲おうとする盗賊が持つ松明の明かりかもしれない。
修復によって、ワニスの層の下からレンブラントの初期の署名に見られるモノグラムと1627年の日付が発見された。これによりレンブラント作品を所有することに誇りを持つ美術館の学芸員と、本作品を彼の生徒の1人に帰するオランダの研究者との間で帰属をめぐって論争が激化した。1982年にレンブラント研究プロジェクトの研究者によってレンブラントへの帰属が否定されたが、2001年にレンブラント研究プロジェクトを率いる美術史家エルンスト・ファン・デ・ウェテリンクによってレンブラントに再帰属された。オランダ美術史研究所（RKD）はレンブラントないしレンブラントの周辺の画家としている。

## 来歴
絵画の初期を含む来歴の大部分は不明である。絵画が最初に現れるのはヨハネス・ローデウェイク・シュトラントウェイク（Johannes Lodewijk Strantwijk）のコレクションとしてであり、所有者の死後の1780年5月10日の競売で売却されている。その後、再び姿を現すのは1950年であり、建築家フランソワ＝ベンジャミン・ショーセミッシュの夫人によってトゥール美術館に寄贈された。

## ギャラリー

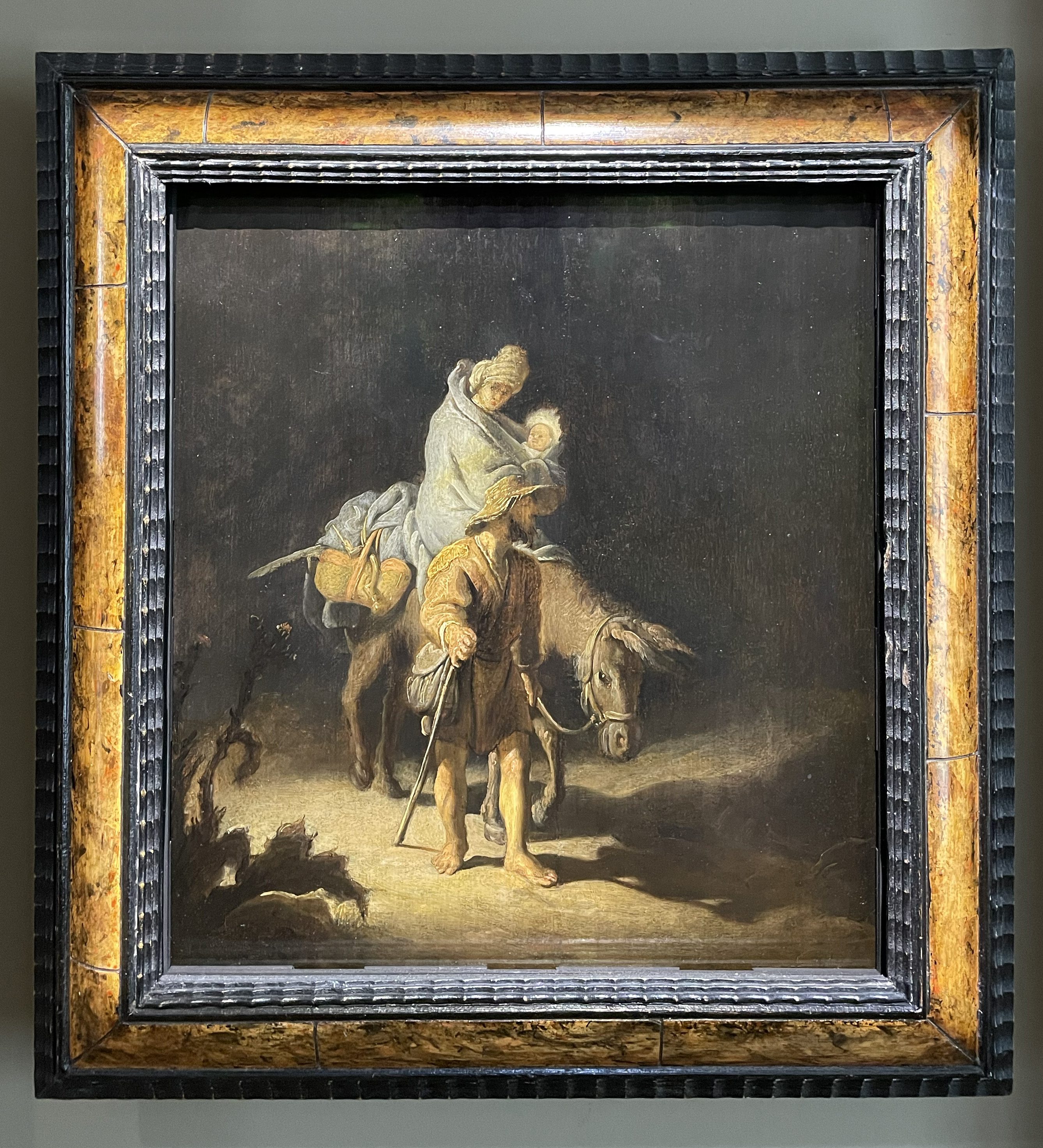
額縁
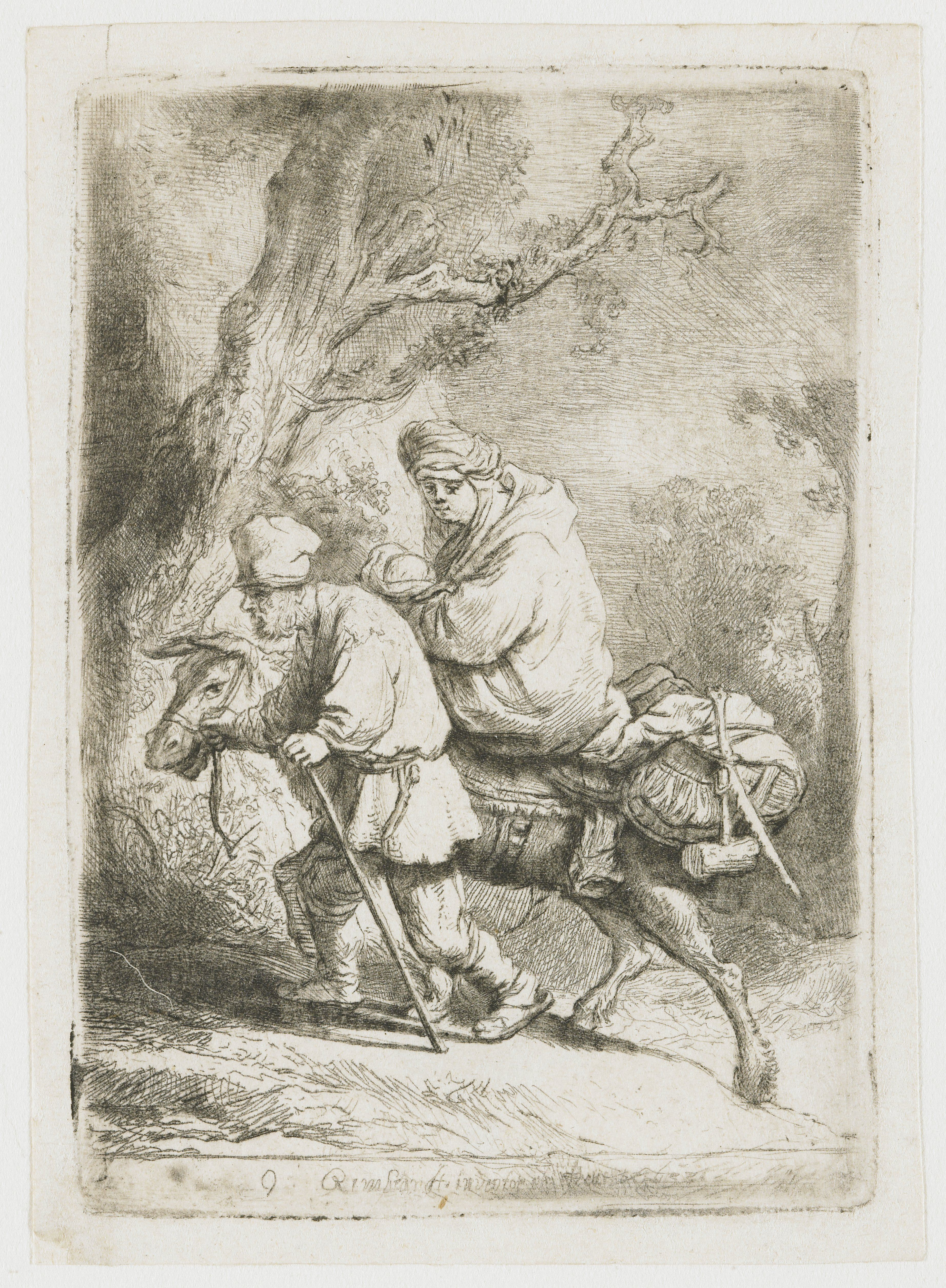
レンブラントのエッチング『エジプトへの逃避』1633年
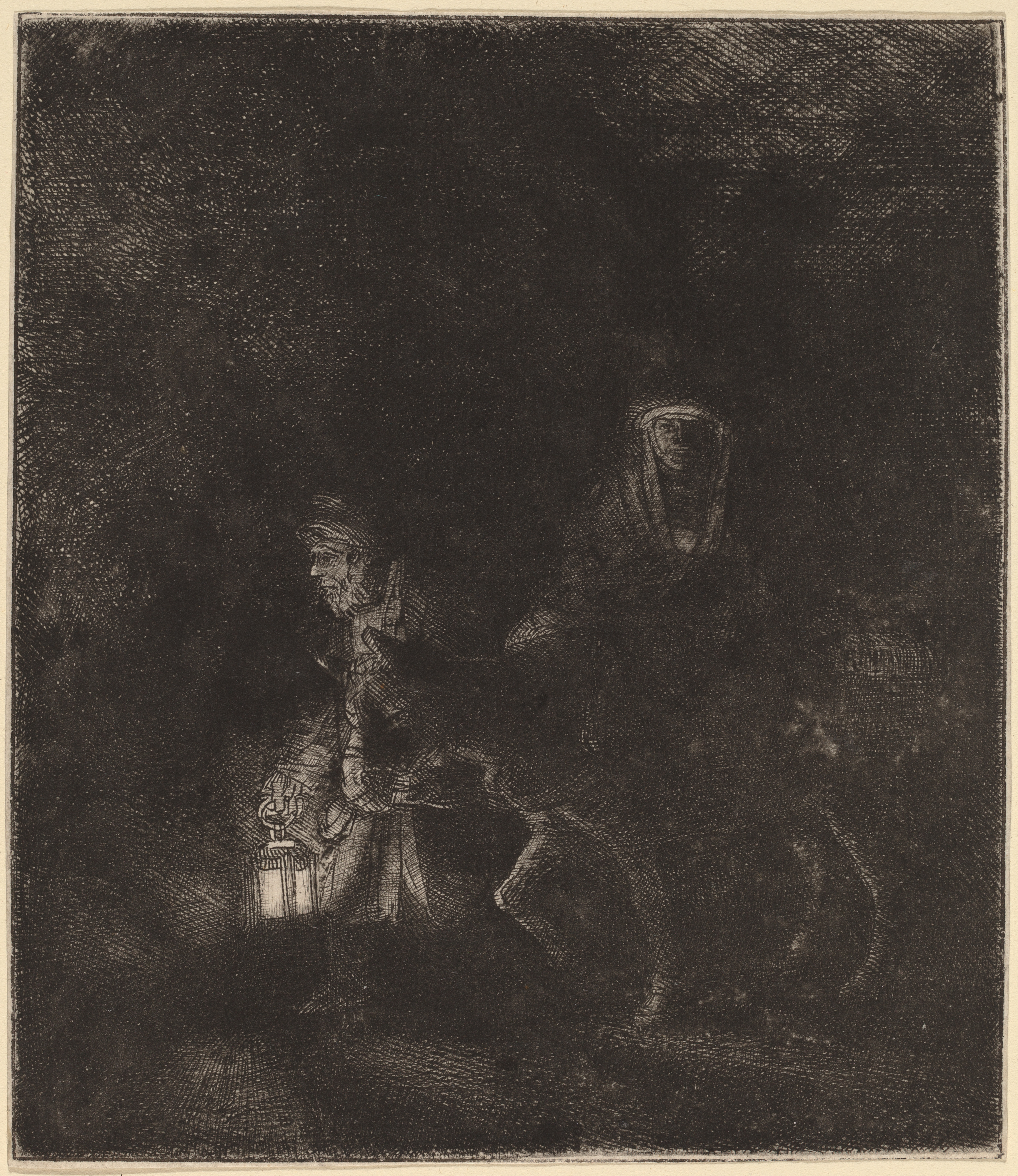
レンブラントのエッチング『エジプトへの逃避』1651年
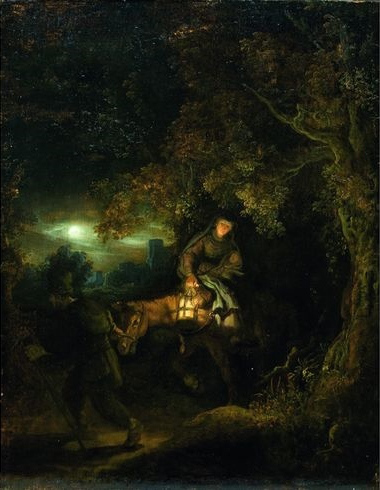
レンブラントの工房『エジプトへの逃避』1640年頃